# Colle delle Salere
Colle delle Salere è un rilievo degli Appennini centrali che si trova nel Lazio, nella provincia di Rieti, nel comune di Antrodoco.